# 罗伯特·利特
罗伯特·利特（英語：Robert J. Litt）美国音频工程师。他曾3次提名奥斯卡最佳音响效果奖。自1964年至2000年间，利特曾参与制作过160多部电影。

## 部分影视作品
- 烈血大风暴 (1988)[1]
- 肖申克的救赎 (1994)[2]
- 绿里奇迹 (1999)[3]